# 10:15 Saturday Night
"10:15 Saturday Night" es una canción del grupo británico de post-punk, The Cure. Fue la cara B de su sencillo "Killing an Arab," así como la canción inicial de su disco debut, Three Imaginary Boys. Fue también lanzada en Francia como sencillo con la canción "Accuracy" en la cara b. Ha sido tocada en directo en la mayor parte de sus actuaciones desde su lanzamiento, y fue incluida en su disco en directo Concert.
De acuerdo con las entrevistas presentes en el libreto de la edición especial de Three Imaginary Boys, la maqueta de la canción fue lo que incitó al productor Chris Parry a firmar un contrato con la banda en su recién creado sello discográfico, Fiction. La canción fue escrita por Robert Smith a la edad de 16 años en la mesa de la cocina, mientras bebía la cerveza casera de su padre.
Esta canción fue versionada por la banda australiana de punk The Living End y está presente en su segundo EP, It's For Your Own Good.